# Vereeniging ten behoeve der Arbeidersklasse te Amsterdam
De Vereeniging ten behoeve der Arbeidersklasse te Amsterdam (VAK) was met de oprichting op 21 februari 1852 de eerste woningbouwvereniging in Nederland, die zonder winstoogmerk betaalbare arbeiderswoningen ging bouwen, beheren en verhuren voor arbeidersgezinnen en minvermogenden, om zodoende een einde te maken aan de bedroevende woonomstandigheden van het snel groeiende proletariaat in Amsterdam. In de Stichtingsakte uit november 1851 werd nog gesproken over de Vereeniging tot opbeuring van het lot der Arbeidende Klasse.

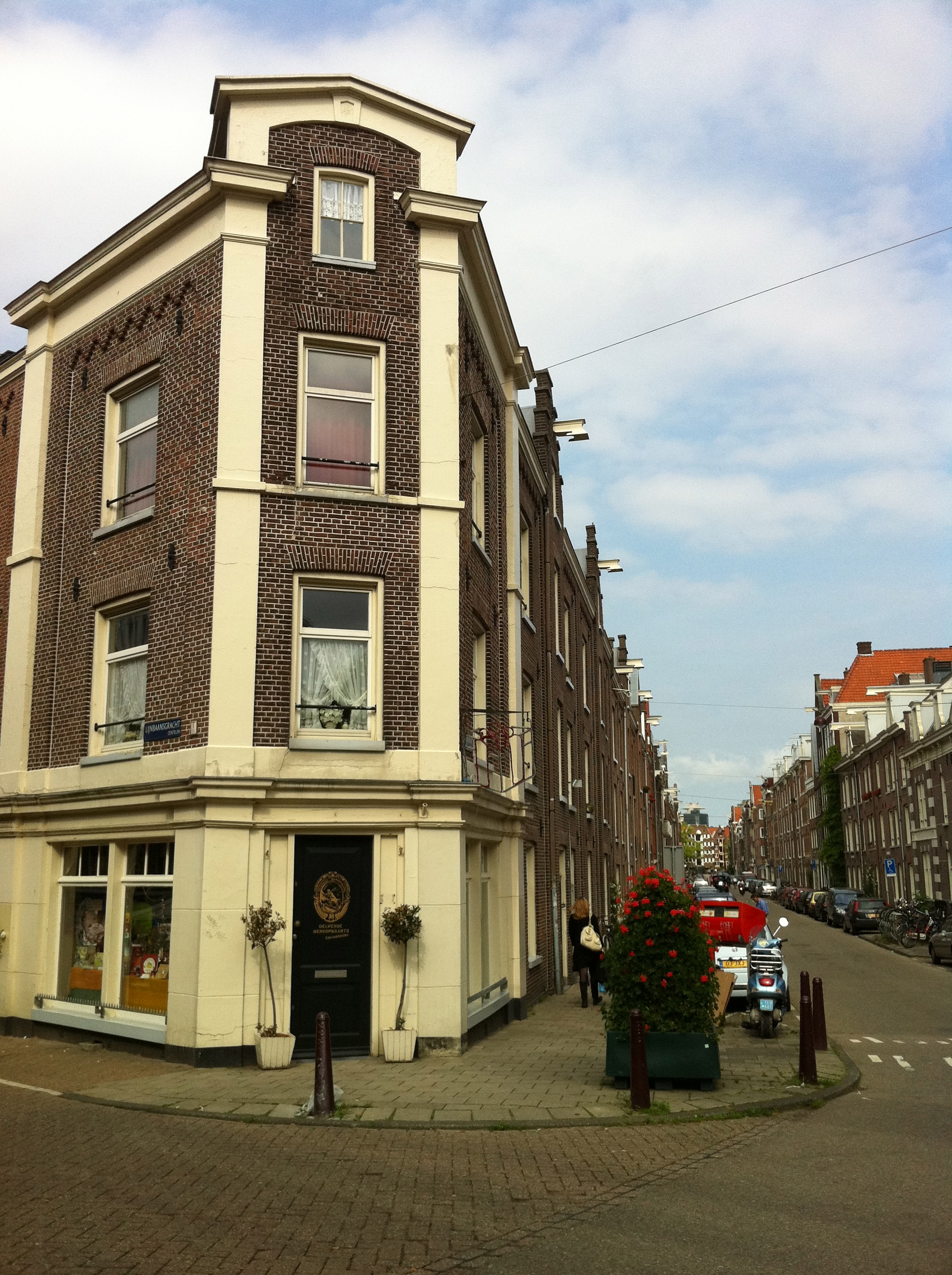
Hoek Lijnbaansgracht-Willemsstraat, centrum van de activiteiten van de VAK

## Arbeidersklasse in steden groeit
Amsterdam kreeg in de loop van de negentiende eeuw te maken met een groeiend proletariaat waarvoor niet genoeg huisvesting was, als gevolg van een jarenlang geboorteoverschot en door sloop van bouwvallige panden uit vorige eeuwen. Zo ontstond een tekort aan goedkope woonruimte in oude en gebrekkige panden, waar de onderkant van de samenleving zich altijd mee beholpen had. Het gevolg was dat kelders, zolders en verdiepingen in de volksbuurten werden gesplitst, en binnenterreinen volgebouwd met krotten. De Jordaan was in de negentiende eeuw de dichtstbevolkte en meest verpauperde buurt van Amsterdam.

### Profiteren
Met excessieve huren voor kleine en slechte huisvesting profiteerden pandeigenaren zo van de grote vraag van arbeiders of groeiende gezinnen naar een dak boven hun hoofd. Dit leidde tot overbevolking. Bovendien bleef door de buitensporig hoge huren van de zogenoemde 'weekwoningen' weinig over voor behoorlijke kleding en gezonde voeding. Door de slechte conditie van de arbeidersgezinnen en de gebrekkige hygiënische omstandigheden braken regelmatig epidemieën uit. De verbetering van de volksgezondheid en de volkshuisvesting werden twee nauw verweven thema's in de grote steden.

### Niemand doet iets
Van de overheid viel in de jaren van het opkomend liberalisme op het punt van verbetering van de woontoestanden weinig te verwachten. Ingrijpen van de overheid in de marktwerking vond men destijds ongewenst, en de vrijheid van eigenaren van onroerend goed beschouwde men als onaantastbaar. Investeerders in onroerend goed stonden ook niet te springen om voor meer aanbod te zorgen, omdat er weinig winst te maken was op degelijke arbeiderswoningen. De arbeiders zelf waren niet bij machte om initiatieven te nemen.

### Burgers in actie
Desalniettemin kon de slechte toestand waarin de arbeidersstand moest leven, niet langer onopgemerkt blijven. Vanuit verschillende levensbeschouwelijke stromingen kwamen steeds meer mensen tot het inzicht dat er samenhang was tussen woonmilieu en gezondheid, en vooral tussen woonmilieu en moraal. Steeds meer vooraanstaande burgers voelden zich geroepen in actie te komen om iets te doen aan de slechte levensomstandigheden van arbeiders.

## Oprichting

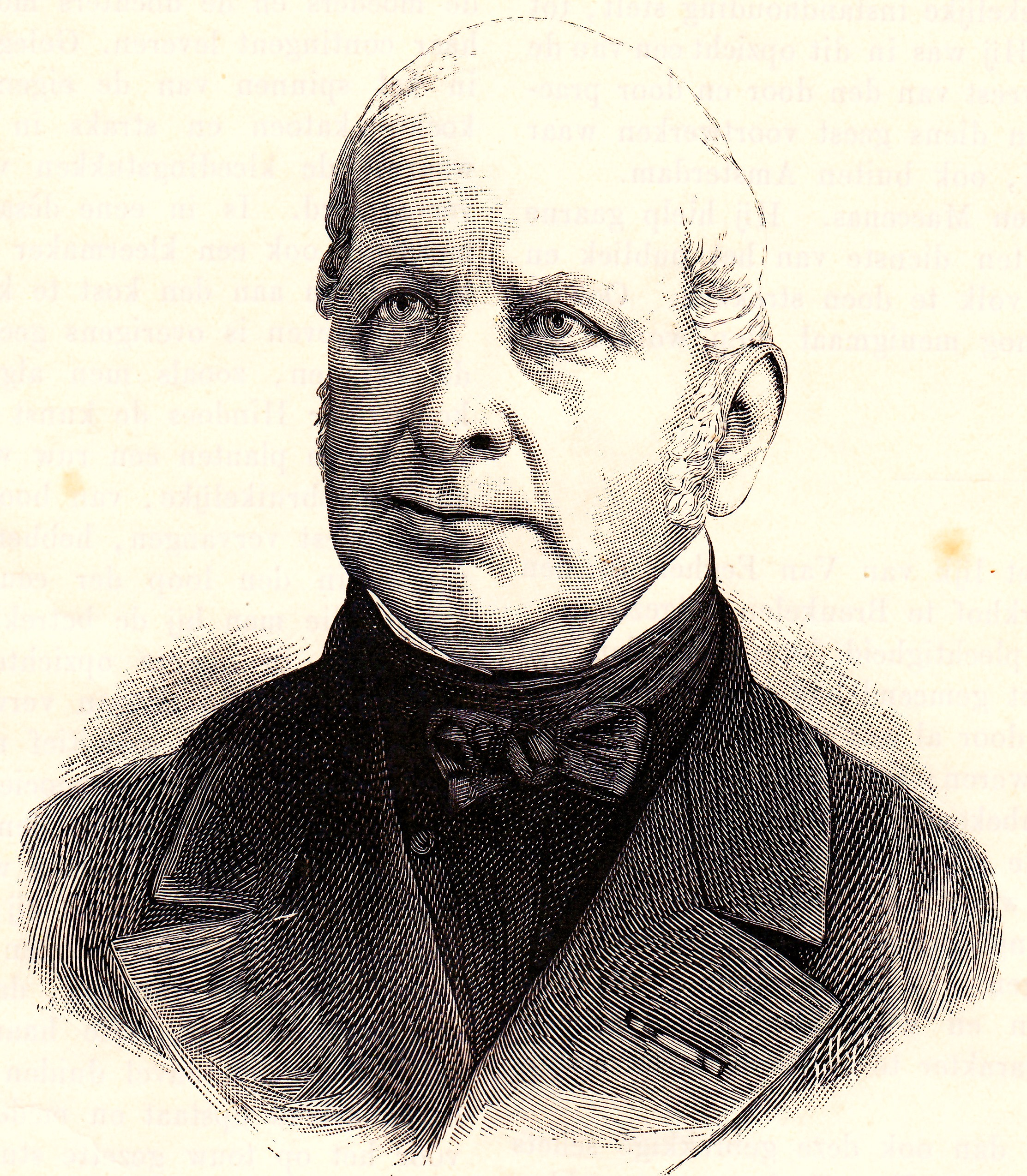
Christiaan Pieter van Eeghen

In 1851 deden Christiaan Pieter van Eeghen, Jan Messchert van Vollenhoven en Josua van Eik, sociaal voelende Amsterdamse notabelen en kooplieden en aanhangers van de reveilbeweging, een oproep aan een aantal vooraanstaande Amsterdammers om een particuliere bouwmaatschappij op te richten, die iets zou moeten doen aan de heersende woningnood en belabberde huisvesting van arbeidersgezinnen. Ze vonden dat ze een morele verplichting hadden om persoonlijk in te grijpen, en trokken belangrijke geneesheren en andere gefortuneerde Amsterdammers over de streep. Op de intekenlijst die bij de oproep was gevoegd, schreven in eerste instantie twintig filantropisch ingestelde Amsterdammers in. Ieder lid bracht f 2000 in, waarover ze maximaal 3% rente zouden ontvangen. De VAK telde daarmee 20 leden en vijf bestuursleden. Een van de oprichters was de voormalige Amsterdamse burgemeester Pieter Huidekoper, die later dat jaar zou komen te overlijden.

### Doel

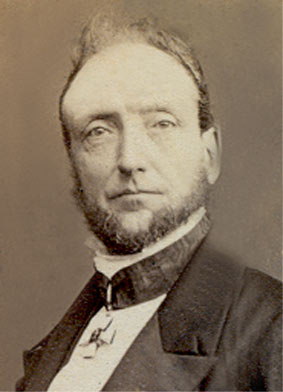
Mr. J. Messchert van Vollenhoven

Tijdens de oprichtingsvergadering op 21 februari 1852 werden statuten vastgesteld, waarin de nieuwe vereniging zich ten doel stelde arbeiders en hun gezinnen goede en gezonde woningen te verschaffen, hetzij door aankoop van daartoe geschikte woningen, dan wel door middel van eigen aanbouw op daartoe aangekochte of in erfpacht verkregen grond. De woningen zouden zo doeltreffend mogelijk worden ingericht, waarvoor slechts een zeer billijke huur zou worden gevraagd. Een voorname overweging om dit te doen was van moralistische aard. Bij gebrek aan een fatsoenlijk thuis hadden de arbeiders de neiging op straat te gaan rondhangen of in de kroeg, en dreigden op “het verkeerde pad’’ te geraken. Met goede woningen wilden de oprichters de huiselijkheid bij de bewoners bevorderen en het familieleven in stand houden. Als aanhanger van de reveilbeweging zagen ze de te krappe huisvesting bovendien als een bron van onzedelijke samenwoning. De woningen zouden per arbeidersgezin dan ook zo veel mogelijk van elkaar worden afgescheiden en er zou geen sprake zijn van gemeenschappelijke werk- of eetzalen.

### Aanpak
Hoe moralistisch ook, in tegenstelling tot vormen van kerkelijke bedeling mocht hun initiatief in hun ogen vooral geen bevoogdende bijwerking hebben. Toch waren de woningen slechts bestemd voor “nette” mensen. Dat werd vooral afgemeten aan de stiptheid waarmee de huur geregeld werd betaald. Als men daar niet streng in zou zijn, zo vond men, zou de dienstverlening van de vereniging alleen maar ontaarden in een nieuw soort bedeling, en daarmee luiheid worden aangekweekt in plaats van werkzaamheid te bevorderen. Van de arbeidersgezinnen werd evenwel verwacht dat ze het gehuurde goed schoon hielden en geen mensen bij zich lieten inwonen die niet tot het gezin behoorden. Dronkenschap en openbare ontucht zouden ogenblikkelijke verwijdering uit de woning tot gevolg hebben, evenals overlast voor buren en aanstootgevend gedrag.

## Eerste sociale huurwoningen

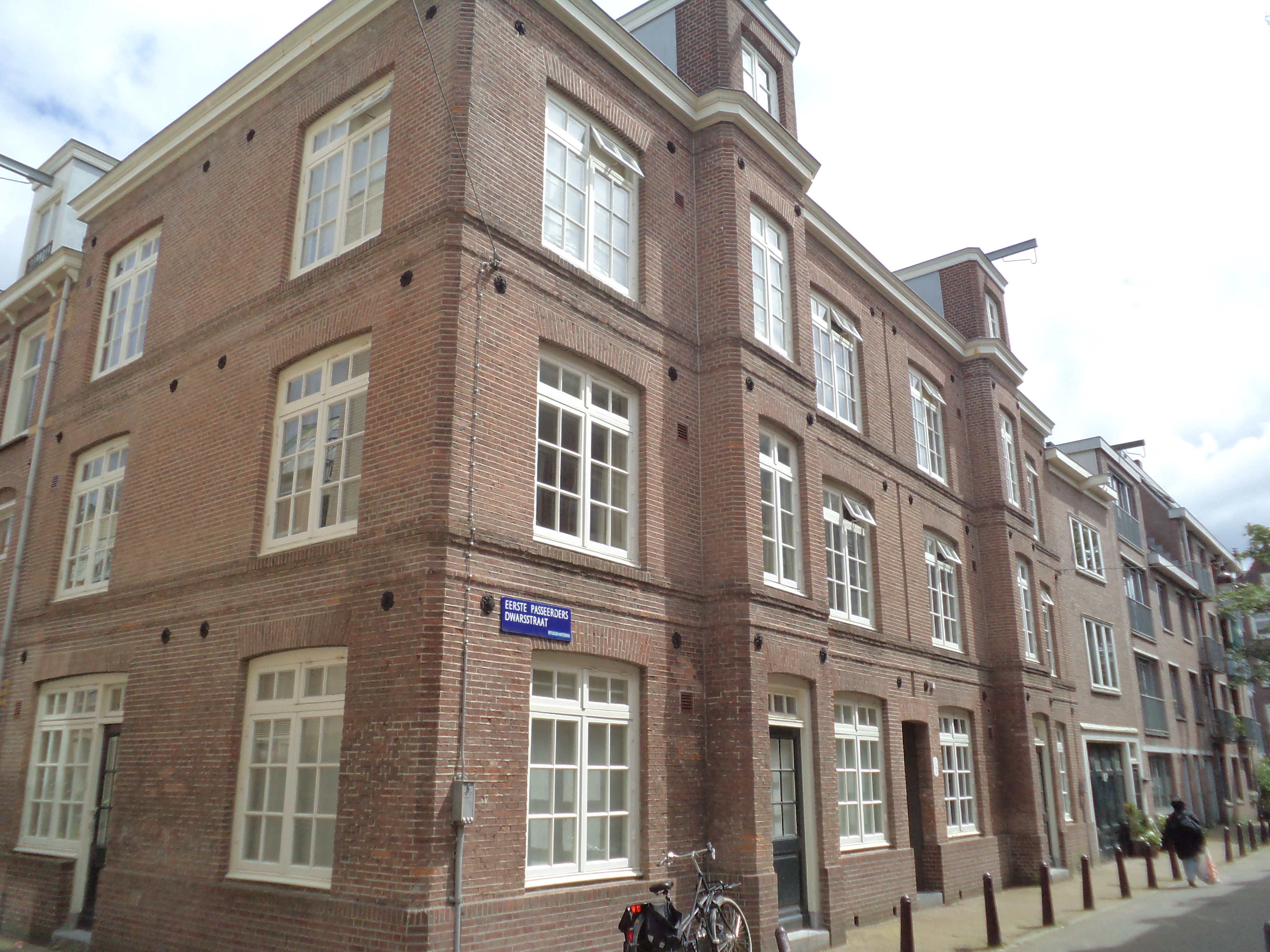
Modelwoningen op de hoek Passeerdersstraat-Eerste Passeerdersdwarsstraat

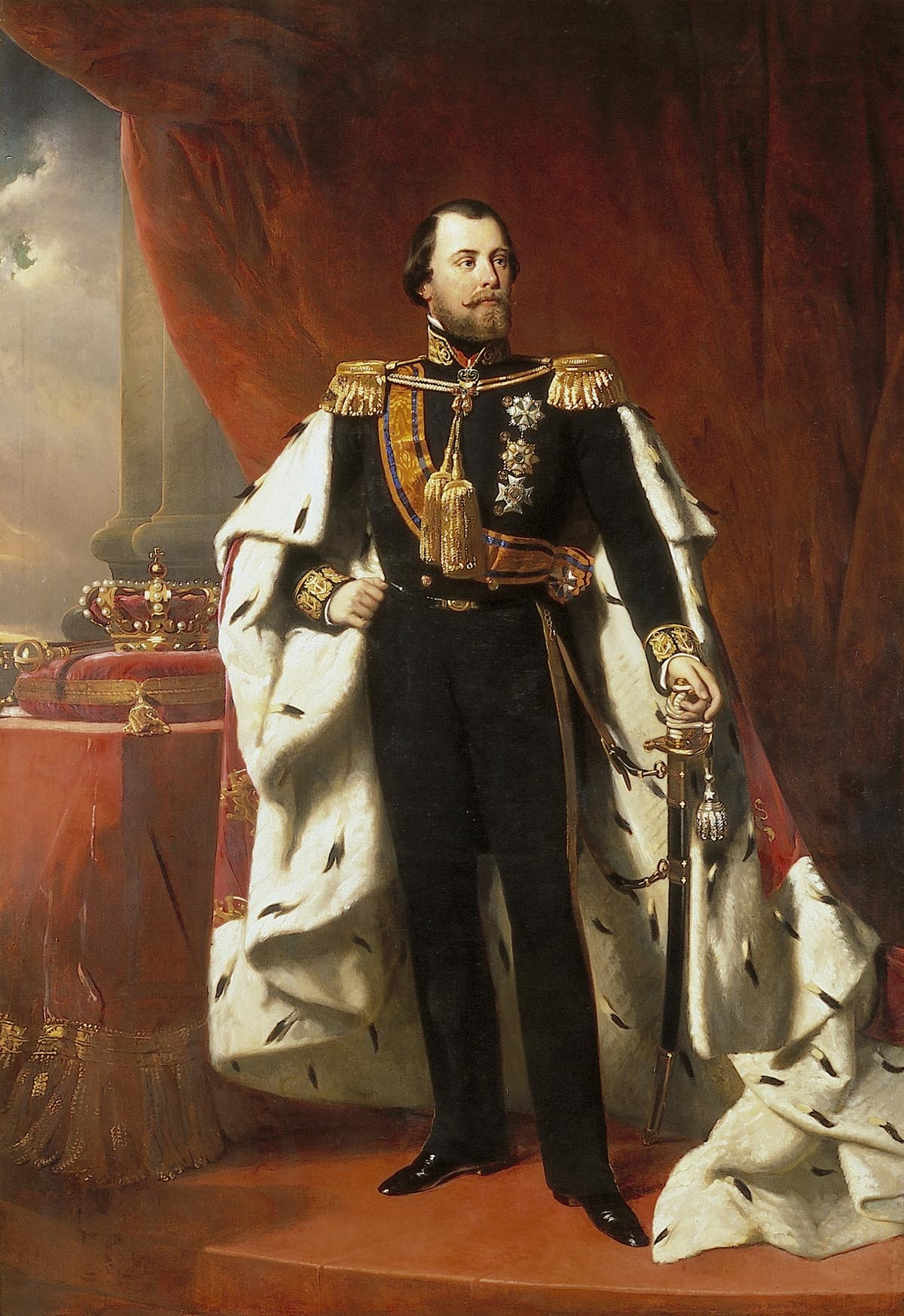
Koning Willem III werd al in april 1854 beschermheer van de VAK, na bezichtiging van het eerste blok

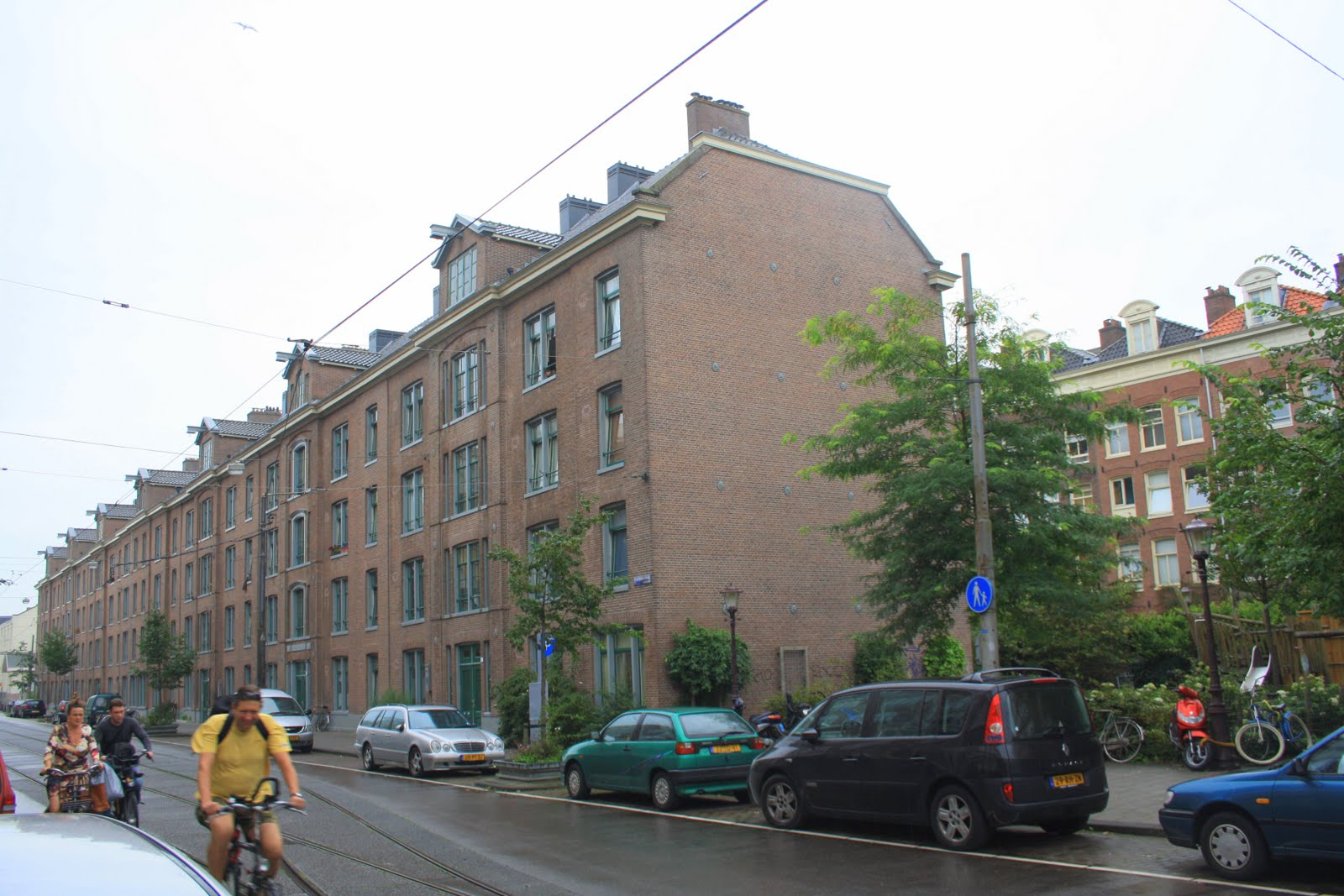
Modelblok van de VAK aan de Planciusstraat

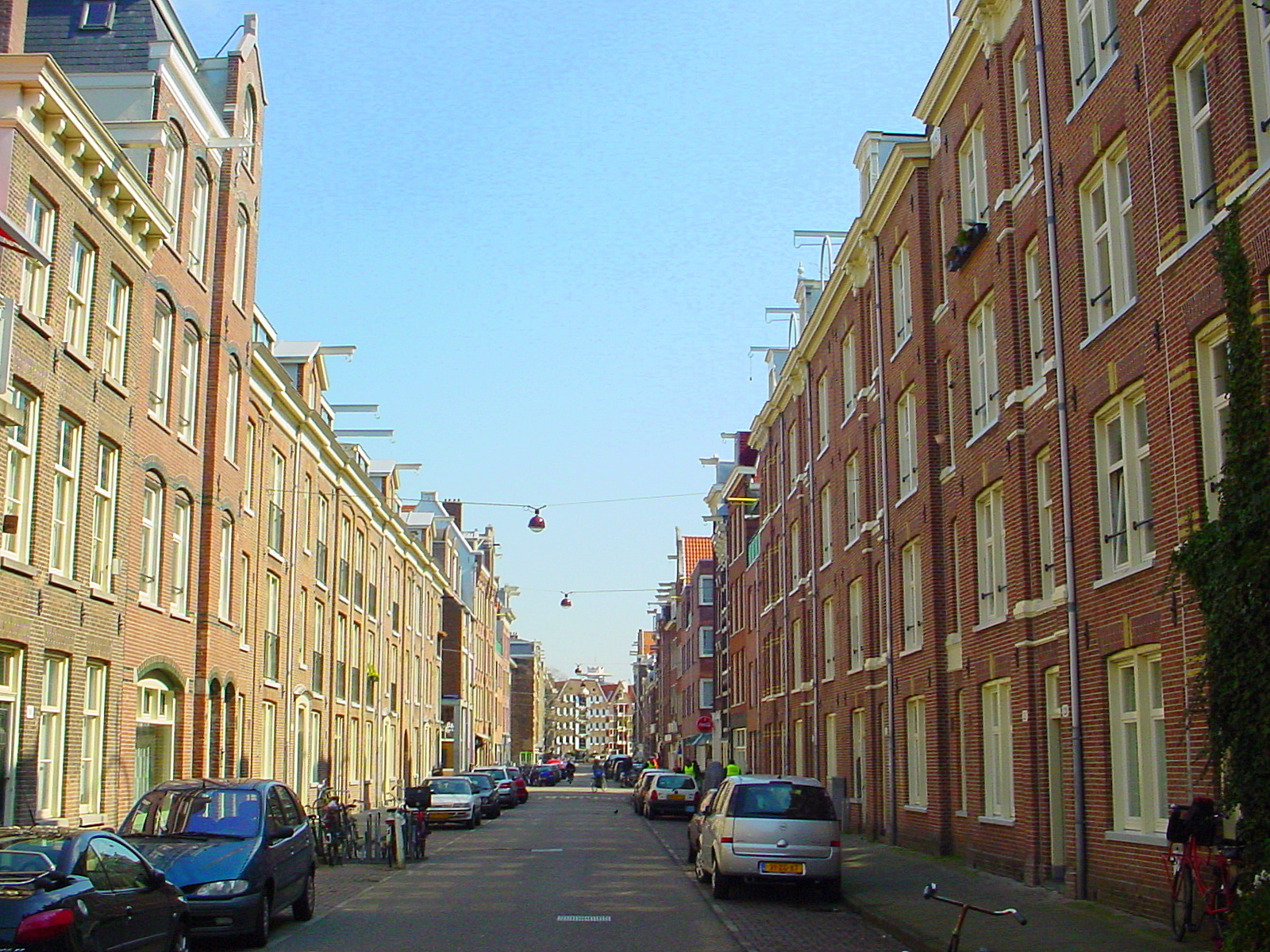
Hamerwoningen aan beide zijden in de Willemsstraat

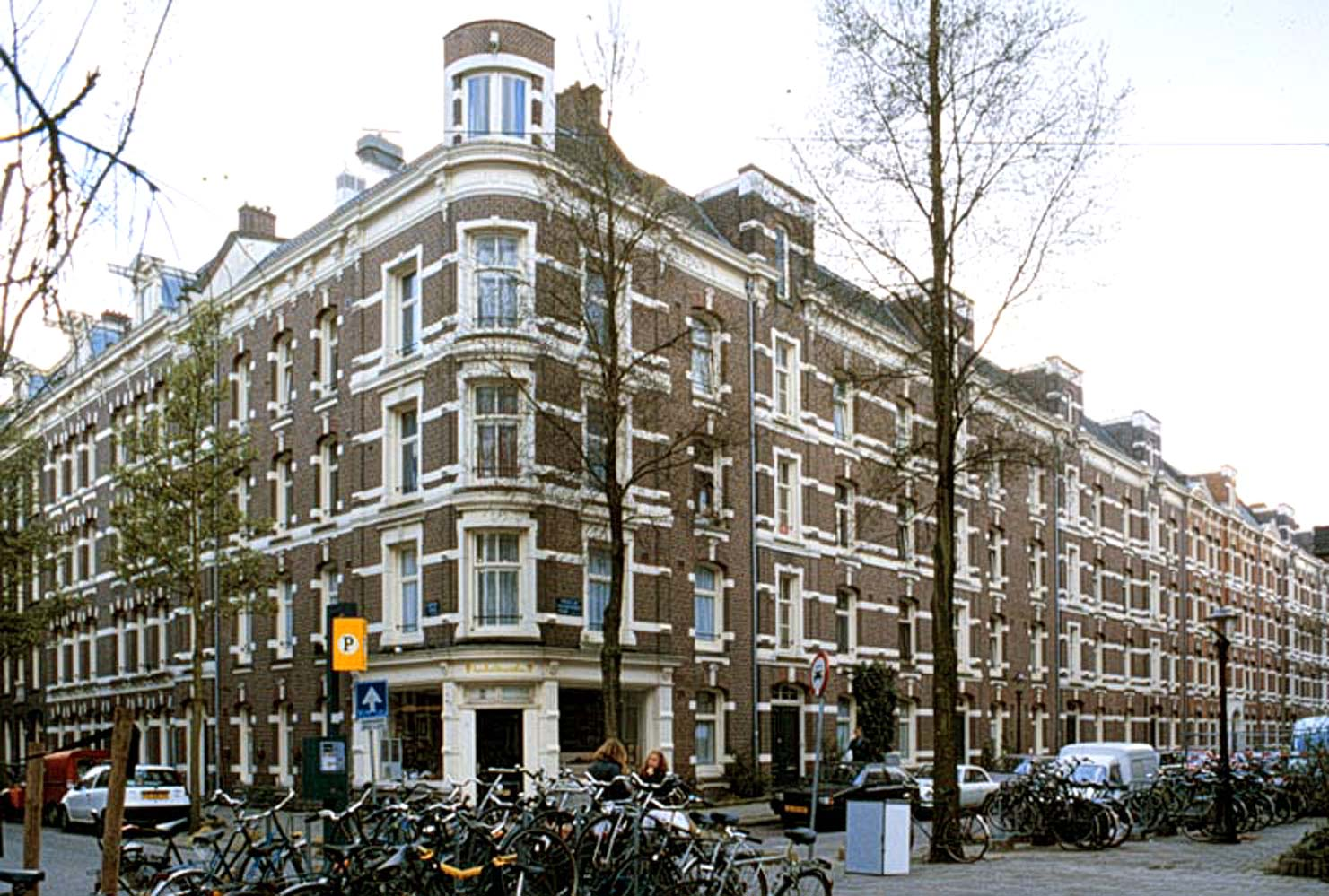
Het blok van de VAK aan de Tweede Jan van der Heydenstraat

De eerste projecten van de VAK behoren tot de vroegste voorbeelden van de filantropische woningbouw, een bouwstijl die haar bloeiperiode beleefde in de periode 1850-1870.

### Oostenburgermiddenstraat
Hoe voortvarend de VAK te werk ging, blijkt uit het besluit meteen tijdens de eerste vergadering om een terrein aan te kopen op het Amsterdamse eiland Oostenburg aan de Oostenburgermiddenstraat. Hier kocht de VAK een oud gebouw dat indertijd door de Oostindische Compagnie was gebouwd. Na de sloop was in 1853 het eerste blok huizen gereed: 18 woningen met elk twee ruime vertrekken, voorzien van privaat, gootsteen en ijzeren ledikant. In 1917 werd het blokje aan Werkspoor verkocht, omdat het opknappen van de woningen te duur bleek voor de Vereeniging. Nadat de laatste huurders waren vertrokken, verbouwde Werkspoor het tot bedrijfsruimte voor hun fabriek op dit voormalige VOC-terrein, waar tegenwoordig de Volkskrant, NRC Handelsblad en Het Parool worden gemaakt.
Vrijwel alle andere 750 woningen van de VAK hebben de tand des tijds tot op heden overleefd. Veel panden zijn inmiddels gemeentelijk of rijksmonument als toonbeeld van de filantropische woningbouw uit de 19e eeuw.

### Passeerdersstraat
Op de hoek Passeerdersstraat-Eerste Passeerdersdwarsstraat in het zuidelijkste puntje van de Amsterdamse wijk de Jordaan werden twaalf verkrotte percelen gekocht, en de panden vervolgens gesloopt. Architect Hendrik Hana ontwierp hier een pand met drie modelwoningen als tweede proeve op kleine schaal, alvorens aan het grote modelblok te beginnen, dat aan het Smalle Pad (tegenwoordig Planciusstraat) en Houtmanstraat op de Westelijke Eilanden zou verrijzen. De onderhandelingen over de grond op deze plek waren nog niet afgerond, en men was in afwachting van de resultaten van een prijsvraag die in 1855 was uitgeschreven door de Maatschappij tot Bevordering der Bouwkunst, voor het beste ontwerp van een blok met 60 eenvoudige, praktische en doelmatige arbeiderswoningen.

### Smalle Pad
De winnaar van de prijsvraag werd Jan Leliman, maar de VAK ging evenwel in zee met architect Pieter Johannes Hamer (1812-1887). Om kans op navolging te maken, werd dit pand op een opvallende plek gebouwd, (in de huidige Planciusstraat) aan Amsterdams eerste parkje; het Westerplantsoen, dat op de plaats van de oude bolwerken was aangelegd. Dit gaf mede vorm aan het modelkarakter. Het modelblok van 200 bij 12 meter werd op 1 juli 1856 opgeleverd, en een maand later voor bewoning opengesteld. Het ontwerp bestaat uit zeven panden van elk vier verdiepingen hoog. Met uitzondering van het middelste huis was het gebouw over de lengte in tweeën gedeeld, waardoor er zogenaamde rug-aan-rugwoningen ontstonden. In het complex waren 104 woningen ondergebracht, verdeeld over drie typen: een-, twee- en driekamerwoningen. Aan weerszijden van elk trapportaal bevonden zich per etage twee woningen. Om de hygiëne in de woningen te waarborgen, had de VAK verschillende maatregelen getroffen. Zo was er een trasraam aangebracht op de houten fundering. Ook werden ventilatiesleuven aangebracht, die door bewoners al snel werden dichtgezet vanwege de tocht en de gehorigheid. Er mocht geen was in en om de woningen gedroogd of gelucht worden; hiervoor had ieder huishouden een afgeschermde hoek op zolder. Alle woningen waren aangesloten op de nieuwe duinwaterleiding. Door op de noord-zuid-as te bouwen, kregen de woningen aan beide zijden evenveel daglicht. Het privaat was op een zodanige plek in de woning geplaatst dat het gelucht kon worden en niet direct op de woonkamer uitkwam.

### Goudsbloemgracht
Maar de belangrijkste projecten van de VAK moesten nog komen, in de verkrotte volksbuurt de Jordaan en dan vooral de sloppenbuurten rondom de Goudsbloemgracht (de huidige Willemsstraat), waar de meest schrijnende levensomstandigheden voorkwamen. De Goudsbloemgracht was een sloot zonder behoorlijke kademuren, dat vooral als open riool en afvalgeul werd gebruikt. Bewoners leefden voornamelijk op straat, waar ze voortdurend ruzie maakten. Geregeld braken epidemieën uit. Dronkenschap en criminaliteit waren schering en inslag.

#### Sloop en nieuwbouw
Op aandringen van de VAK dempte de gemeente Amsterdam een groot aantal sloten en grachten in de Jordaan. In 1857 gebeurde dat met de Goudsbloemgracht, uit sanitaire overwegingen maar ook vanwege de verschrikkelijke woontoestanden en de vele gangen die op de gracht uitkwamen. Daarna werd de gedempte gracht omgedoopt tot de Willemstraat (na 1909 de Willemsstraat), waarna met de sanering van de sloppen werd begonnen. De VAK liet bijna alle bebouwing dat werd omsloten door de Willemstraat, de Lijnbaansgracht, de Palmstraat en de Palmdwarsstraat pand voor pand herbouwen. Het begon in 1860 aan de Palmdwarsstraat en eindigde in 1894 met de hoekbebouwing aan de Palmstraat/ Lijnbaansgracht.

#### Constantiawoningen

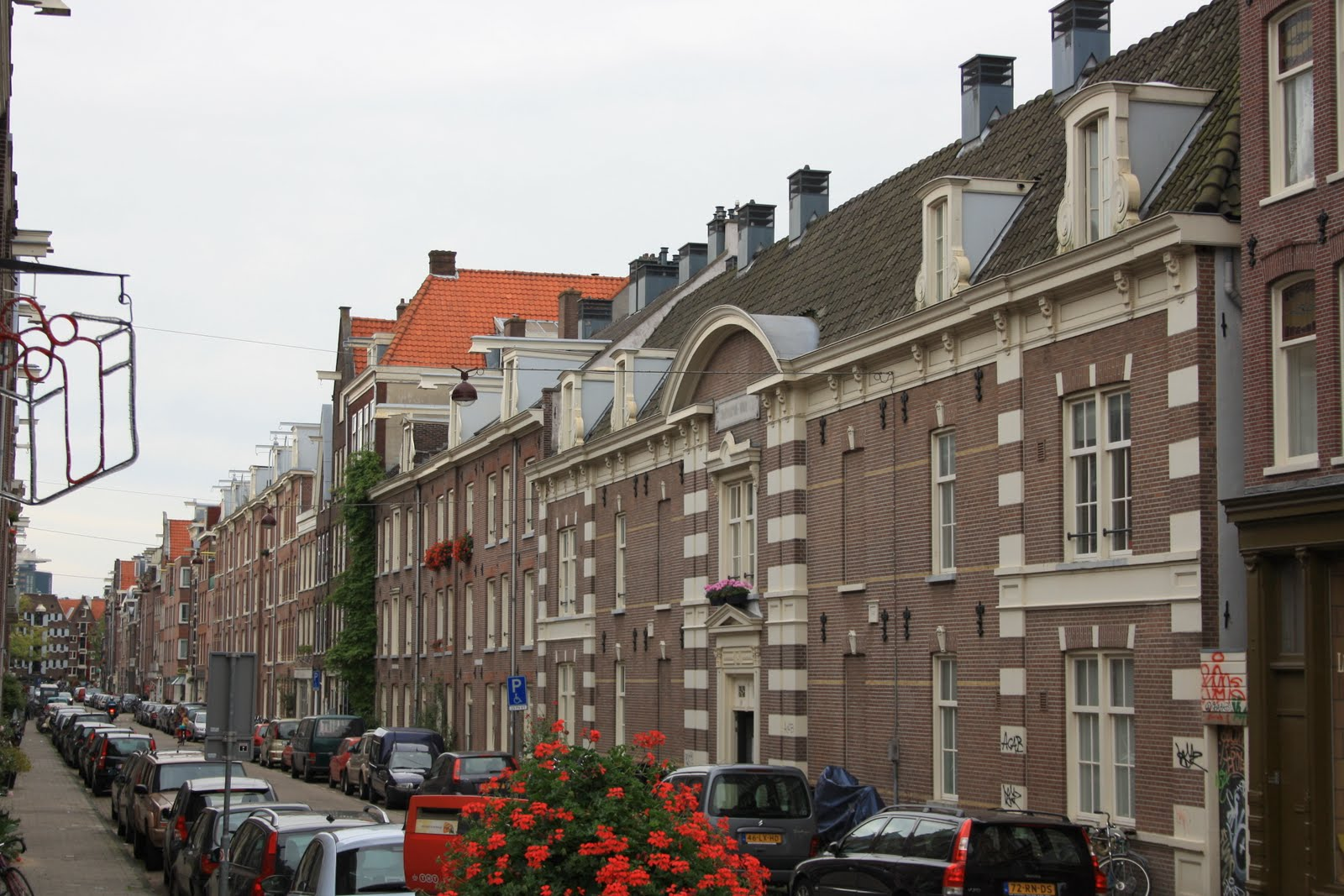
Constantiawoningen, 1863/64

Voor de Constantiawoningen, 36 woningen aan de Willemstraat die in 1863 in neoclassicistische stijl werden gebouwd, richtte de voorzitter van de VAK Joshua van Eik een aparte stichting op, de Stichting voor den Ambachtsstand - Constantia Woningen, een onderafdeling van de Vereeniging, omdat de beoogde bewoners, oudere, inmiddels arbeidsongeschikte arbeiders buiten de vastgelegde doelgroep van de VAK lagen.

### Huidekoperstraat

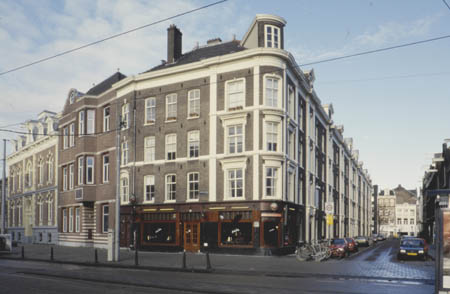
Huidekoperstraat 2-18, Weteringschans 265-267, Falckstraat 8 van architect Pieter Hamer is een rijksmonument

Ook op andere plaatsen in de stad bouwde de VAK nieuwe huizen. Aan de westzijde van de Huidekoperstraat (genoemd naar een van de oprichters van de VAK Pieter Huidekoper), tussen de Weteringschans en de Falckstraat tekende wederom architect Pieter Hamer voor een woonblok. Het wooncomplex met 72 arbeiderswoningen en enkele winkels op de hoeken was het paradepaardje van de VAK, met een gevelwand aan de Huidekoperstraat die ongewoon monumentaal van opzet was. Deze deed in allure nauwelijks onder voor de fraaie huizen van de gegoede burgerij die aan het West- en Oosteinde tegenover het Paleis voor Volksvlijt verrezen.

### Buiten de Singelgracht
Na 1870 ging een nieuwe fase in ontwikkeling van de volkshuisvesting in. Buiten de Singelgracht verrijzen na 1875 slecht gebouwde volkswijken zoals de Pijp, de Dapperbuurt, de Kinkerbuurt en de Staatsliedenbuurt. Hoe beroerd de kwaliteit van de huizen was, blijkt wel uit het feit dat een groot aantal al tijdens of vlak na de bouw instortte. Na invoering van de Woningwet in 1902 en de instelling van een gemeentelijke dienst Bouw- en Woningtoezicht wordt er degelijker gebouwd. Deze kwalitatief (op enkele uitzonderingen na) mindere wijze van bouwen zou bekend worden onder de naam van revolutiebouw.

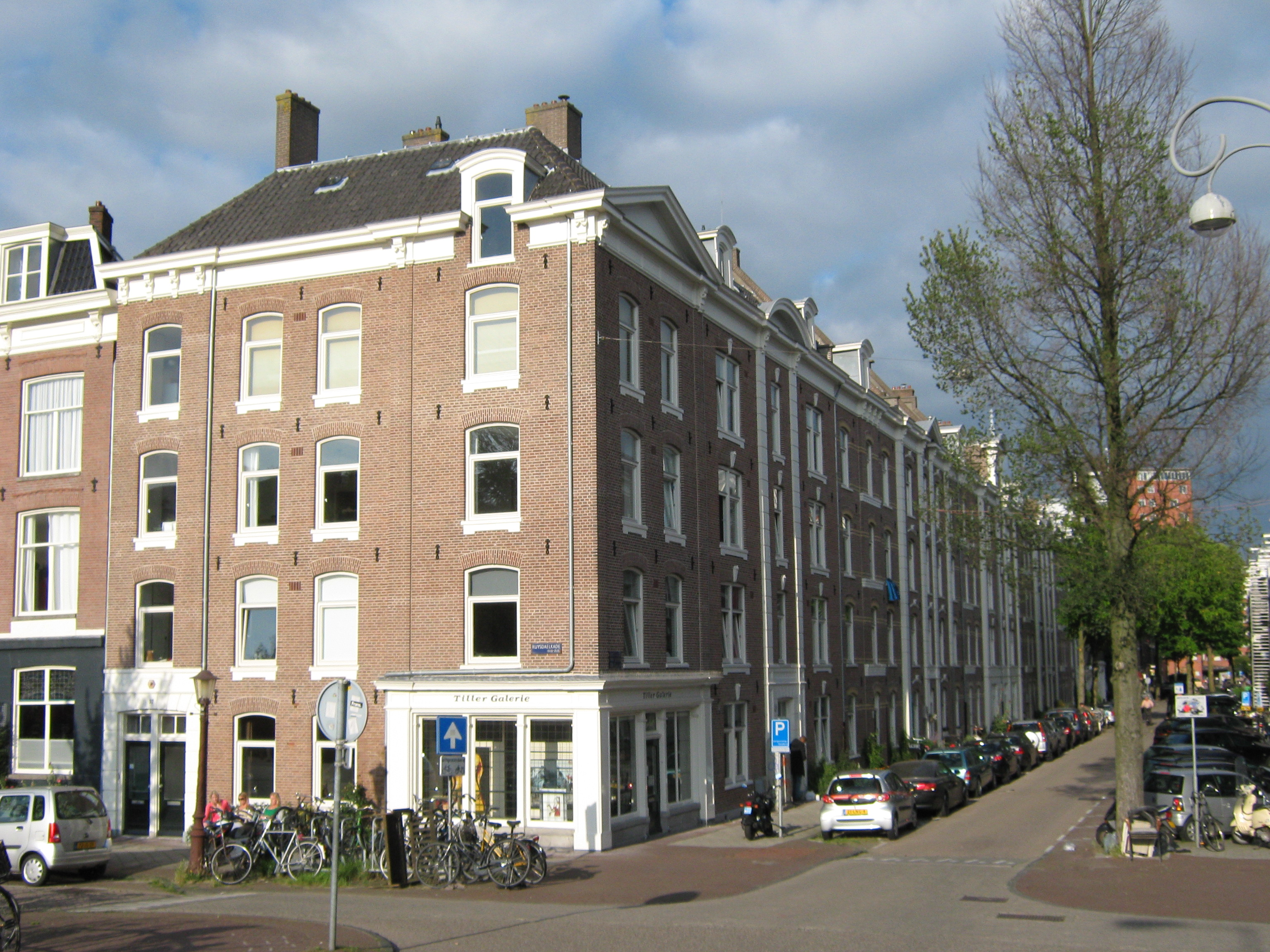
Eerste Jacob van Campenstraat 1-21

De uitzonderingen waren bijvoorbeeld de complexen die de VAK hier liet bouwen, en die nog altijd de tand des tijds doorstaan. In 1876 verrees een woningblok van Pieter Hamer en zijn zoon W. Hamer aan de Eerste Jacob van Campenstraat 1-21 en in 1888 aan de Tweede Jan van der Heydenstraat, ook van dit architectenbureau. Maar de inbreng van de VAK in de nieuwbouwwijken buiten de Singelgracht was maar bescheiden. De meeste activiteit ontplooide de Vereeniging op locaties waar de combinatie van sloop van krotten/ nieuwbouw aan de orde was, met name rondom de Goudsbloemgracht in de Amsterdamse wijk de Jordaan. De bewoners en omwonenden noemden de Goudsbloemgracht overigens het Fransche Pad; zelfs zo hardnekkig dat die ook in officiële documenten zo werd genoemd.

## 780 Amsterdamse woningen
In totaal wist de VAK in de periode 1850-1900 circa 780 woningen te bouwen op diverse locaties in de stad. De huurprijs van de verenigingswoningen bedroeg gemiddeld ongeveer 1/6 deel van het inkomen van de huurders. De bouw van goede arbeiderswoningen die voor deze lage huur konden worden geëxploiteerd, was ook in deze periode al zeer problematisch. Uiterste eenvoud was geboden. P.J. Hamer was daarin een meester: ‘eenvoud en degelijkheid’, zo schreef De Opmerker in 1887 bij zijn overlijden, ‘waren de grondtrekken van zijn karakter en ook in alles wat hij construeerde, tot in de minste onderdelen, reikte zijn zorg voor een goede uitvoering’.

### Laatste bouwproject
Willemstraat 132-150 was het laatste bouwproject van de VAK. Aan het eind van de 19e eeuw nam de invloed van de Vereeniging af. Stijgende grondprijzen en de hoge rentestand maakten het haar steeds moeilijker om op grote schaal betaalbare arbeiderswoningen neer te zetten. De vereniging had toen al samen met de Stichting voor den Ambachtsstand - Constantia Woningen en de architecten P.J. Hamer en zijn zoon W. Hamer mede het gezicht bepaald van de filantropische woningbouw in Amsterdam in de tweede helft van de 19e eeuw.

### Woningwet
De invoering van de Woningwet in 1902 was baanbrekend voor de volkshuisvesting in Nederland. Hiermee werd particulier initiatief de mogelijkheid geboden om met overheidssteun huizen te bouwen. In Amsterdam werd een flink aantal nieuwe woningbouwverenigingen opgericht. Voor de VAK betekende dit een flinke koerswijziging. De Vereeniging besloot dat ze zich alleen nog zou bezighouden met het verhuren, verbeteren en moderniseren van de woningen die al in haar bezit waren, en nieuwbouw voortaan aan ander particulier initiatief zou overlaten.

## Einde der Vereeniging

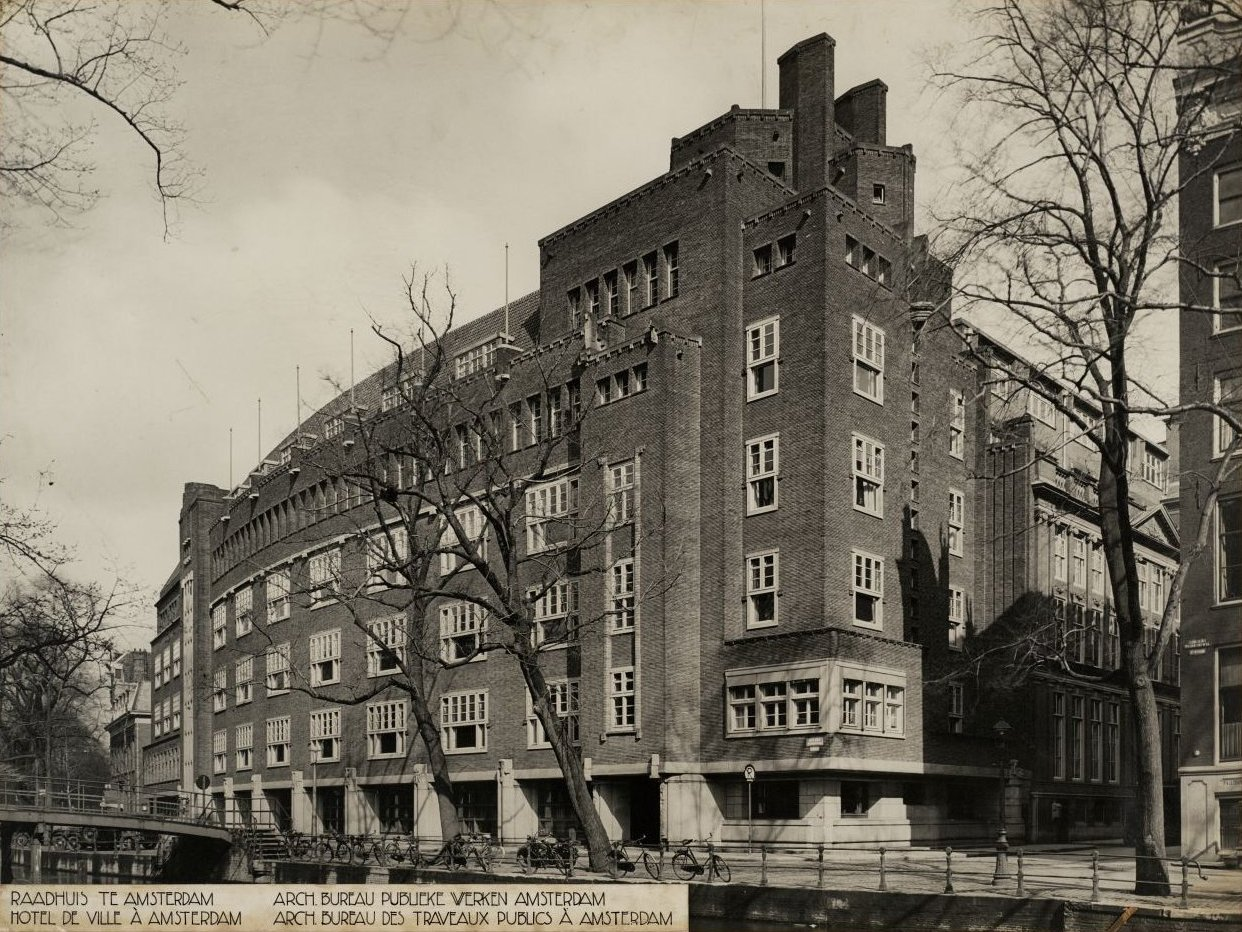
Het stadhuis in Amsterdam aan de OZ Voorburgwal. Vanuit hier voerde de gemeente Amsterdam een regierol bij de woningbouw tussen 1926 en 1988

Nadat een bestuurslid van de VAK, mr. C.J. baron Schimmelpenninck van der Oye, in de jaren vijftig de hulp inriep van PvdA-wethouder Robbert van den Bergh, werd de VAK sindsdien niet alleen bestuurd door betrokken particulieren, maar deels ook door gemeenteambtenaren. In 1962 stelde de VAK aan het gemeentebestuur voor om de aandelen over te nemen. De gemeente kocht alle aandelen, op een na. Elf jaar later, in 1973, droeg de VAK ook het beheer en onderhoud van al haar vastgoedbezit over aan het Woningbedrijf Amsterdam, een dienstonderdeel van de gemeente Amsterdam. Dit gebeurde omdat het voor de woningbouwvereniging steeds moeilijker werd om onderhoud, beheer en verzekeringen zelf te bekostigen uit de lage huuropbrengsten. De gemeente kocht het toen nog niet. Dat gebeurde alsnog in 1984, na een langdurige patstelling met 's Rijks Belastingdienst. Deze aankoop betekende het definitieve einde van de VAK.

## Gemeentewoningen weer privaat bezit
Het Gemeentelijk Woningbedrijf Amsterdam werd in 1994 geprivatiseerd in de Stichting Het Woningbedrijf Amsterdam. Tussen 2004 en 2014 fuseerde deze stichting met woningcorporaties in Amsterdam, Almere, Haarlem, Haarlemmermeer, Noord-Kennemerland en Weesp tot de huidige Stichting Ymere, waardoor een van de grootste woningcorporaties van Nederland ontstond. Vrijwel alle woningen die de VAK in de 19e eeuw heeft gebouwd, worden daardoor tegenwoordig verhuurd door deze woningcorporatie, als studentenhuisvesting, sociale huurwoning of als vrijesector huurwoning.